# Gruevo, Kărdjali
Gruevo (în bulgară Груево) este un sat în comuna Momcilgrad, regiunea Kărdjali,  Bulgaria. 

## Demografie
Componența etnică a satului Gruevo
     Romi (9,93%)
     Turci (49,37%)
     Nicio identificare (40%)
     Altele (1,11%)
La recensământul din 2011, populația satului Gruevo era de 715 locuitori. Nu există o etnie majoritară, locuitorii fiind turci (49,37%) și romi (9,93%). Pentru 40,0% din locuitori nu este cunoscută apartenența etnică.